# Conor Niland
Conor Niland (* 19. September 1981 in Birmingham, Vereinigtes Königreich) ist ein ehemaliger irischer Tennisspieler.

## Karriere
Niland war vor allem auf der Future und Challenger Tour aktiv. Im Einzel gewann er auf der Challenger Tour drei Titel. Im Jahr 2011 qualifizierte er sich erstmals für das Hauptfeld bei einem Grand-Slam-Turnier: Als erster Ire seit Sean Sorensen 1977 und 1980 stand er in der 1. Runde beim Turnier in Wimbledon. Sein Spiel gegen Adrian Mannarino verlor er knapp in fünf Sätzen, obwohl er im entscheidenden fünften Satz bereits mit einem Doppelbreak 4:1 geführt hatte. Er wiederholte seinen Erfolg bei den US Open 2011, wo er sich ebenfalls für die Hauptrunde qualifizierte. Gegen den topgesetzten Novak Đoković blieb er jedoch chancenlos, beim Stand von 0:6, 1:5 musste er sogar aufgrund einer Lebensmittelvergiftung vorzeitig aufgeben.
Er spielte zwischen 2000 und 2012 für die irische Davis-Cup-Mannschaft. Bei 22 Teilnahmen bestritt er 35 Spiele. Sowohl im Einzel mit 16:14 als auch im Doppel mit 3:2 ist seine Bilanz positiv.
Am 12. April 2012 gab Niland seinen Rücktritt vom Profitennis bekannt. Seit längerem litt er an einer schwereren Hüftverletzung, die ihn letztlich dazu zwang, seine Karriere zu beenden.

## Erfolge
| Legende (Anzahl der Siege)  |
| Grand Slam                  |
| ATP World Tour Finals       |
| ATP World Tour Masters 1000 |
| ATP World Tour 500          |
| ATP World Tour 250          |
| ATP Challenger Tour (3)     |

### Einzel

#### Turniersiege
| Nr. | Datum             | Turnier         | Belag         | Finalgegner    | Ergebnis        |
| --- | ----------------- | --------------- | ------------- | -------------- | --------------- |
| 1.  | 9. August 2008    | Neu-Delhi       | Hartplatz     | Tomáš Cakl     | 6:4, 6:4        |
| 2.  | 8. Mai 2010       | Ramat haScharon | Hartplatz     | Thiago Alves   | 5:7, 7:65, 6:3  |
| 3.  | 21. November 2010 | Salzburg        | Hartplatz (i) | Jerzy Janowicz | 7:65, 6:72, 6:3 |